# The Reality of My Surroundings
The Reality of My Surroundings è il terzo album in studio del gruppo musicale statunitense Fishbone, pubblicato il 23 aprile 1991 dalla Columbia Records.

## Tracce
1. Fight the Youth – 5:00
2. If I Were a... I'd – 0:53
3. So Many Millions – 5:49
4. Asswhippin' – 0:38
5. Housework – 4:45
6. Deathmarch – 0:32
7. Behavior Control Technician – 3:07
8. If I Were a... I'd – 0:29
9. Pressure – 4:48
10. Junkies Prayer – 3:01
11. Pray to the Junkiemaker – 4:02
12. Everyday Sunshine – 4:57
13. If I Were a... I'd – 0:29
14. Naz-Tee May'en – 4:56
15. Babyhead – 5:30
16. If I Were a... I'd – 0:52
17. Those Days Are Gone – 5:23
18. Sunless Saturday – 4:17

## Formazione
Gruppo
- Angelo Moore - voce, sassofono, theremin
- Kendall Jones - chitarra, voce
- John Bigham - chitarra, tastiera
- John Norwood Fisher - basso, voce
- Chris Dowd - tastiera, trombone, voce
- Walter A. Kibby II - tromba, voce
- Fish - batteria

Altri musicisti
- Aklia Chin, Byron West, Clip Payne, Gaz Mayall, Greg Bell, James Grey, Jeff Conners, Katherine Cederquist, Kristen Vigard, Kyva Haynes, Larry Fishburne, Nadja, Natalie Jackson, Sultana Muhammad, Susan Rogers, Susan Stoval, Vicky Calhoun, Wendell Holmes - cori
- Fernando Pullum - tromba
- T-Bone - percussioni
- Sam Mims - programmazione